# Orthograptus
Orthograptus is een geslacht van uitgestorven graptolieten uit het Vroeg- tot het Midden-Ordovicium.

## Beschrijving
Tetragraptus was een kolonievormend organisme. De met betrekkelijk rechte openingen voorziene thecae (enkelvoud theca: het chitineuze huisje van een individu uit de kolonie) waren in twee rijen rug aan rug gerangschikt tot een aan weerszijden gezaagde, stevige kolonie. De groeiwijze vanuit de sicula (embryonale cel, waaruit alle andere structuren van de kolonie voortkomen) is bepalend voor determinatie. De nema, het draadvormig dorsaal uitsteeksel, dat dient voor het vasthechten van de kolonie aan een drijvend voorwerp, was sterk ontwikkeld. Dit geslacht dreef in zeer ondiepe zeeën. De normale lengte van de kolonie bedroeg ongeveer acht centimeter.